# Live in Canada
«Live in Canada» — перший концертний альбом українського вокального дуету «ТЕЛЬНЮК: Сестри», який було презентовано 2000 року.

## Композиції
1. Розпросторсья, душе моя...
2. Даруйте Радощі
3. Чекай На Мене
4. Agnus Dei
5. Світська Дама
6. Ти - Вітер
7. І Тоді...
8. Арфами, Арфами
9. Ні На Що Не Нарікай
10. Сокіл
11. Межа
12. Небо
13. Скрипка
14. Друзі
15. Довкола Стовбура
16. Жертва
17. Пісня На Одній Струні